# Cháni Alexándrou
Pour les articles homonymes, voir Chani (homonymie).
Cháni Alexándrou, en grec moderne : Χάνι Αλεξάνδρου, est un village du dème de Mylopótamos, en Crète, en Grèce. Selon le recensement de 2011, la population de Cháni Alexándrou compte 70 habitants. Il est situé à une altitude de 90 m et à une distance de 19 km de Réthymnon.